# H. B. Barnum
Hidle Brown Barnum (* 15. Juli 1936 in Houston, Texas) ist ein amerikanischer Musikproduzent, Instrumentalist, Sänger und Arrangeur.
Als Kind arbeitet Barnum als Schauspieler in Film und Fernsehen. 1955 gründete er die Doo-Wop-Gruppe The Dootones auf Bitte des Labelbetreibers Dootsie Williams von Dootone Records. Die einzige Veröffentlichung war Teller of Fortune und die Band löste sich wieder auf. 1956 ersetzte er Bobby Nunn bei den Robins, die er teilweise auch produzierte. Insgesamt sang er bis 1961 auf zwölf Platten der Robins für die Labels Whippet Records, Knight Records, Arvee Records und Gone Records. Neben seiner ersten eigenen Single Blue Moon auf Imperial Record und Studioarbeit als Musiker, zum Beispiel als Schlagzeuger auf Dorsey Burnettes Rockabilly-Klassiker Bertha Lou, produzierte er verschiedene Künstler, darunter 1959 den Nummer-fünf-Hit Tan Shoes and Pink Shoelaces.  
Seine erste Chartnotiz in eigener Sache erreichte er 1960 mit dem Instrumental Lost Love auf Eldo Records. Dieser Erfolg führte zu einem Vertrag bei RCA Records, wo er sein erstes Album The Big Voice of Barnum. Obwohl er weiterhin eine Reihe von eigenen Platten veröffentlichte, trat seine Arbeit als Arrangeur und Produzent in den Vordergrund. Ein Wechsel zu Capitol Records 1965 war der konsequente Schritt aufgrund seiner steigenden Reputation. Gemeinsam mit dem Kollegen David Axelrod entwickelte er einen orchestralen Jazz-Funk-Sound, der in den folgenden Dekaden großen Einfluss haben sollte. Er betreute Aufnahmen von Musikern wie   
Frank Sinatra, Count Basie, Etta James, Little Richard, Aretha Franklin, Lou Rawls und The Supremes. 
Mitte der 1970er Jahre wechselte Barnum zum Fernsehen, wo er Musik für Serien und Werbejingles komponierte und produzierte. Mit dem H. B. Barnum’s Life Choir gründete er ein Gospel-Ensemble, welches regelmäßig die Gottesdienste in der St. Paul’s Baptist Church in Los Angeles gestaltet.

## Diskografie
Nicht aufgeführt sind Platten der Bands The Dootones, The Robins, The Ding Dongs, The Dyna-Sores und The Mad Lads.
Singles:
- 1958 – Blue Moon / Tia-Juana, Imperial 5530 (als Pee Wee Barnum)
- 1959 – H. B. Boogie (Rückseite von Don and Dewey)
- 1959 – Don’t-Cha Know / Give Me Love, Mun Rab 103
- 1960 – Just Goofin’ / Feeling, Ultra Sonic 107
- 1960 – Lost Love / Hallelujah, Eldo 111
- 1961 – Baby Baby Baby (All the Time) / How Many More Times, RCA Victor 47-7960
- 1962 – Call on Me / Oh My Achin’ Back, RCA Victor 47-8014
- 1962 – It Hurts Too Much to Cry / Lonely Hearts, RCA Victor 47-8112
- 1962 – Nut Rocker / Never On Sunday, Del Rio 2305 (als Jack B. Nimble)
- 1962 – (The Original) Nut Rocker / Never On Sunday, Dot 16319 (als Jack B. Nimble and The Quicks)
- 1964 – Backstage / Rented Tuxedo, Imperial 66011
- 1964 – Skakiaan (Skokiaan) / Ska Drums, Imperial 66046
- 1964 – Calypso Blues / Three Room Flat, Imperial 66063
- 1964 – Eternal Love / So What, Imperial 66074
- 1965 – I’m a Man / The Record, Capitol 5391
- 1965 – Gimme Some / Don’t Forget 127th Street, Capitol 5440
- 1965 – I Can’t Help It / Dance with Me, Capitol 5477
- 1965 – Thumb a Ride / Like a Rolling Stone, Capitol 5516 (als Earl Wright)
- 1966 – Gotta Go / Nobody Want’s to Hear Nobody’s Trouble, Capitol 5748
- 1967 – Heartbreaker / Searchin’ for My Soul, Capitol 5932
- 1967 – Baby, Love Me / The Bad Luck’s on Me, Capitol 2036
- 1968 – Vaya con Dios (May God Be with You) / What Did Sister Do, Capitol 2139
- 1968 – Happiness / It’s Just a Game, Love, Capitol 2317
- 1971 – Run to Daylight, Decca 32892 (Rückseite von Tom Patchett und Jay Tarses)
- 1973 – Theme from „5 on the Back Hand Side“ / Keep It Comin’, United Artists Xw338
- 1974 – Having a Party – Pt. 1 / Having a Party – Pt. 2, Power Exchange Px-102

Alben:
- 1960 – The Big Voice Of Barnum, RCA
- 1962 – Everybody Loves H. B. Barnum That Is, RCA
- 1965 – The Record, Capitol
- 1965 – Big Hits from Detroit, Capitol
- 19?? – Pop and Ice Cream Soda’s – H. B. Barnum Sings, Capitol